# Werner Pinzger
Paul Emil Rudolf Werner Pinzger (* 12. September 1878 in Reichenbach in Schlesien; † 15. September 1939 in Leipzig) war ein deutscher Reichsgerichtsrat.

## Leben
P. wurde als Sohn des Realgymnasialdirektors Prof. Dr. phil. Paul Pinzger (1840–1894) im schlesischen Reichenbach geboren. Bis 1901 studierte er Rechtswissenschaften an den Universitäten Göttingen, Halle und Leipzig. Während seines Studiums in Göttingen wurde er 1898 Mitglied der Burschenschaft Brunsviga. 1901 wurde er auf den preußischen Landesherrn vereidigt. 1903 wurde er in Leipzig promoviert. 1907 wurde er Hilfsrichter am AG Magdeburg und 1910 Landrichter am LG Magdeburg. Am Ersten Weltkrieg nahm er als Feldkriegsgerichtsrat teil. 1920 ernannte man ihn zum Kammergerichtsrat. Von 1921 bis 1924 war er Mitglied der DVP. 1928 kam er an das Reichsgericht. Er war im II., IX. und I. Zivilsenat tätig.
Pinzger war neben seinem Richteramt Privatdozent für Patentrecht an der Technischen Hochschule Berlin-Charlottenburg (1928–1933) und Honorarprofessor für Urheberrecht und gewerblichen Rechtsschutz an der Universität Leipzig (1933–1939). Im März 1929 wird P. vom Reichsminister des Innern zum stellv. Mitglied des Reichsdisziplinarhofs ernannt und war dort bis Jan. 1932 tätig. Er war Mitglied der Akademie für Deutsches Recht. Zunächst war er Mitglied des Ausschusses für gewerblichen Rechtsschutz. Dort hat er am neuen Patentgesetz von 1936 maßgeblich mitgewirkt. Später wurde er in den Ausschuss für Wettbewerbs- und Warenzeichenrecht berufen und zum Vorsitzenden des Unterausschusses für Geschmacksmusterrecht ernannt, in dem er den Entwurf für ein neues Geschmacksmustergesetz fertiggestellt hatte.
Pinzger war Vorsitzender der Literarischen Sachverständigenkammer für den Freistaat Sachsen.
Adolf Hitler verleiht ihm am 20. April 1938 das Treuedienst-Ehrenzeichen als Anerkennung für 25-jährige treue Dienste. Pinzger verstarb am 15. September 1939 aufgrund eines Herzschlages und wurde auf dem Leipziger Südfriedhof begraben.

## Schriften (Auswahl)
- Gesetz betreffend die Feuerbestattung in Preussen, Berlin 1912.
- Gesetz betreffend die Gesellschaften mit beschränkter Haftung vom 20. April 1892 in der Fassung der Bekanntmachung vom 20. Mai 1898, Stuttgart 1914.
- Das deutsche Warenzeichenrecht, Berlin 1926; 2. Auflage München 1937.
- Das deutsche Geschmacksmusterrecht, Berlin 1932.
- Gibt es einen Rechtsschutz gegen Rundfunkstörungen? Leipzig 1931.
- „Die Anordnung der Feuerbestattung im preuß. Entwurf“, Deutsche Juristen-Zeitung, Jahrgang 16 (1911), Sp. 585.
- „Zur Bedeutung des § 1006 BGB“, Deutsche Juristen-Zeitung, Jahrgang 16 (1911), Sp. 1438.
- „Jugendliche in politischen Vereinen“, Deutsche Juristen-Zeitung, Jahrgang 18 (1913), S. 405.